# Tomas Polvall
Thomas Sven Lennart Polvall, född 13 april 1949 i Helsingborgs Maria församling, Malmöhus län, är en svensk författare och journalist.

## Biografi
Polvall började som 17-åring som journalist vid Helsingborgs Dagblad, och har därefter arbetat i fyrtio år som frilansjournalist. Han har besökt många olika länder och fokuserat på kultur, sociala förhållanden och resor. År 2005 var han ordförande i Svenska Journalistförbundets avdelning Frilans Riks.
Han har skrivit böcker i bland annat kategorierna geografi och resor, ofta med fokus på  Öresundsregionen. Hans bok Kalifornien: stora drömmar, stora landskap (2014) beskrivs som ett slags resebok där han samlat erfarenheter från tolv USA-resor, men som framförallt ska inspirera läsarna till egna resor.
Polvall ägnar sig även åt fotografi och har illustrerat flera böcker. Tillsammans med konstnären Anders Olow och Leif Larsson driver han (2021) galleriet Polow Art.
Under runt 30 år var Polvall bosatt i Danmark, men bor numera (2021) i Skåne. Polvall är far till den danske aktivisten Rasmus Paludan.

### Som fotograf
- 2013 – Olsson, Kenth. 400 år i Christians stad. Foto: Tomas Polvall. Bjärnum: Bokpro. Libris 15214308. ISBN 978-91-89336-63-6
- 2017 – Holmquist, Göran. Vinyl: svart guld. Foto: Tomas Polvall. Bjärnum: Bokpro. Libris 21239625. ISBN 9789189336773
- 2017 – Olsson, Kenth. Åhus och Yngsjötraktens historia. Foto: Tomas Polvall. Bjärnum: Bokpro. Libris 22269212. ISBN 978-91-89336-72-8